# Algecirasi konferencia
Az algecirasi konferencia az első marokkói válság rendezésére 1906. január 16. és április 7. között, a dél-spanyolországi Algecirasban megtartott nemzetközi konferencia volt. Németország ösztönzésére hívták össze, mivel a francia térnyerésben az észak-afrikai szultanátus függetlenségét látta veszélyeztetve, ami sértette a madridi konvenciót. A németek a konvencióra hivatkoztak igyekeztek volna Marokkót Kínához hasonlóan félgyarmati sorban megtartani ahelyett, hogy Franciaország annektálhassa a területét.
Németország javaslatát nem fogadták el, így kénytelen volt egy számára kevésbé kedvező kompromisszumos megoldást elfogadni, melynek révén gazdasági kapcsolatait biztosították Marokkóval, de annak közigazgatása és pénzügye francia illetve spanyol befolyás alá került. A konferencia bár ideiglenesen félretette a két európai szövetségi rendszer közötti ellentéteket, fokozta a bizalmatlanságot közöttük. Az ellentétek 1911-ben, az ország francia csapatok általi megszállásakor törtek ismét felszínre a második marokkói válsággal.

## Előzmények
Franciaország és Nagy-Britannia 1904-ben megkötötték az entente cordiale-t, mely szerződésben rendezték az egymás közötti vitás kérdéseket és ennek értelmében Egyiptom brit, Marokkó francia érdekszféra lett. A megegyezés szerint utóbbiból Spanyolországnak is juttattak kisebb területeket, erről Franciaország még ebben az évben megkötötte a titkos megállapodását a spanyolokkal. A francia már hosszú ideje igyekeztek fokozatosan növelni a befolyásukat a „békés behatolás” (pénétration pacifique) politikája révén Marokkóban. Ehhez a fokozatosan növekedő gazdasági és pénzügyi szerepvállalás mellett az is hozzátartozott, hogy Párizs titkos ügynökei révén támogatta a szultán elleni felkeléseket, hogy aztán segíthessen leverni őket és az algériai határ mentén városokat foglalhasson el. A francia sajtóban ezeknek a felkeléseknek a mértékét erősen eltúlozva tálalták és így szereztek társadalmi támogatást a beavatkozáshoz.
Franciaország a britekkel való szövetségkötés után hamar erőteljesen lépett fel Marokkóban: gazdasági és katonai reformterveket nyújtott be a szultánnak és ezek megvalósításához egy francia bankkonzorcium 62 millió frank hitelt folyósított. A francia beavatkozás sértette az ország függetlenségét garantáló 1880-as madridi konvenciót és erre alapozva a gazdasági érdekeit védő Németország szót emelt a francia terjeszkedés ellen. Vilmos császár szokásos földközi-tengeri hajóútján 1905. március 31-én a szultanátus fővárosába, Tangerbe tett látogatást, ahol kiállt az ország függetlensége mellett és ennek biztosítására egy nemzetközi konferencia összehívását sürgette.
Németország a konferenciától azt remélte, hogy meggyengítheti majd az antantot. Vilmos császár a német-francia ellentétek elsimulásától (a francia igények kielégítésétől) azt várta, hogy utána létrejöhet egy német-francia szövetség. Az 1905-ös forradalom és az orosz–japán háború okán bízott az Oroszországgal való viszony javulásában is, mivel úgy vélte, hogy meggyengülve az oroszoknak igényük lesz egy erős szövetségre és ezért Algecirasban is támogatni fogják őket. Bülow kancellár ragaszkodott Marokkó részvételéhez is, mivel szeretett volna jó kapcsolatokat kiépíteni a muzulmán világgal, mindenekelőtt a törökökkel.
A németek biztosak voltak abban, hogy az Egyesült Államok elveihez híven a nyitott ajtó politikáját fogja támogatni és kiáll Marokkó függetlensége mellett, az amerikai támogatás pedig eltántorítja majd a briteket a franciák támogatásától. Bernhard von Bülow kancellár Vilmos császárnak erről így írt:
„Amennyiben létrejön a konferencia, akkor a nyitott ajtó politikája miatt Amerika diplomáciai támogatásában már most biztosak lehetünk. Anglia ott majd, mint mindenütt óvakodni fog attól, hogy nyomatékkal lépjen fel Amerika ellen. Ausztria Marokkó miatt nem akar majd velünk viszályt, és ugyanezt gondolom Olaszországról is, főleg Fortisnak a hármas szövetséggel szemben baráti kabinetjéről. Ennél fogva kizártnak tartom, hogy a konferencia azzal az eredménnyel zárulhatna, hogy Marokkó útját Franciaország kizárólagos hatalmi és érdekszférájába terelje.''
Roosevelt eleinte azzal az ürüggyel, hogy a szenátus nem támogatná az európai ügyekbe való beavatkozást, nem kívánt részt venni a marokkói válság rendezésében. Miután 1905-ben a válság már háború kitörésével fenyegetett Németország és Franciaország (esetleg Nagy-Britannia) között, az amerikai elnök júliusban a januári konferencián való részvételt tanácsolta a franciáknak.
Franciaországban a konferencia összehívása belpolitikai válságot okozott. Maurice Rouvier miniszterelnök titokban megállapodott a németekkel az agresszív terjeszkedést sürgető Théophile Delcassé külügyminiszter menesztéséről, így őt végül lemondásra kényszerítették (1905. június 6.). A németeknek sikerült elérniük, hogy Franciaország velük szemben is kompenzációra törekedjék, mint más hatalmakkal. Németország azonban nem érte be ennyivel és a konferencia összehívására törekedett, hogy ott megbonthassa az antant egységét.

## A konferencia eredményei
A konferenciára 1906. január 16. és április 7. között került sor az algecirasi Hotel Reina Cristinában. A Gibraltárhoz közeli dél-andalúziai helyszínt a Marokkóban fennálló anarchikus viszonyok miatt választották, valamint azért, mert már az 1880-as konvenciókat is spanyol helyszínen, Madridban kötötték meg. Németország várakozásai nem teljesültek, mivel a britek támogatták a franciákat és az Egyesült Államok is inkább az ő oldalukra helyezkedett. Bülow három javaslattervezetet is elküldött az amerikai elnöknek, melyek lényege az lett volna, hogy Marokkó különböző kikötői egy-egy ngyhatalom érdekszférájához tartozzanak (hasonlóan Kínához), a rendőrségi felügyeletet pedig kisebb európai hatalmak – Svájc, Hollandia – lássák el, de ezekről az amerikai küldött Washingtonnak küldött értesítésében úgy nyilatkozott, hogy „működésképtelen és praktikátlan” megoldások lennének. Olaszország még az 1900-ban a franciákkal kötött titkos szerződésben vállalta, hogy támogatni fogja Marokkó francia gyarmatosítását, így a saját szövetségesei közül is csak Ausztria-Magyarországtól kapott támogatást Németország. Az afrikai ország jelenlétét a tárgyalásokon az európaiak nem vették komolyan. Paul Révoil francia küldött szerint „Marokkó meghívása Európa méltóságán aluli volt”. A marokkóiakat a tárgyalásokon gyakorlatilag szóhoz sem engedték jutni, így sok befolyással nem voltak a végeredményre.
A rendőri szervek összeurópai ellenőrzésére tett német javaslattal szemben Franciaország sikeresen érvelt a rendőrség francia-spanyol ellenőrzése mellett, kiemelve, hogy a földrajzi közelség, a tapasztalat ezt a megoldást teszi kézenfekvővé és mert ez a két ország tud kiállítani muzulmán vallású rendőröket. A konferencián végül bár formálisan elismerték Marokkó függetlenségét, Franciaországnak – a brit támogatásnak köszönhetően – sikerült ezen céljainak nagy részét elérnie és a marokkói kikötők rendőrségét és a bankrendszert Spanyolországgal közösen igazgathatta. Spanyol fennhatóság alá került Tetuán és Larache, Franciaországé alá pedig Rabat, Szafi (Safi), El Jadida und Szavíra (Essaouira) városok, míg Tanger és Casablanca a két ország rendőri felügyelete alá került.
Az egyezmény meghatározta Marokkó vámhatóságainak szervezetét, rendelkezéseket hozott a fegyvercsempészet visszaszorítására és szabályozta az újonnan létrehozott, aranyalapú bankjegyeket kibocsátó marokkói állami bank, a Bank Al-Maghrib működését, mely az európai bankároknak 40 évre adott koncessziós jogokat. Az új banknak Marokkó központi bankjaként kellett működnie szigorú kiadási megszorításokkal és az adminisztrátorait a kölcsönöket nyújtó országok nemzeti bankjai nevezték ki: Németország, Nagy-Britannia, Franciaország és Spanyolország. A spanyol pénznem ezután is forgalomban maradt. Az európaiak jogot szereztek földtulajdon szerzésére, míg a beszedett adót a közművekre fordították.
A konferencia eredményeit az ún. „algecirasi aktában” foglalták össze, melyet 1906. április 7-én írtak alá. Ebben a semleges Svájc kapott mandátumot a marokkói rendőrség főfelügyelőjének állítására és a szövetségi bírósága bizonyos esetekben ítélkezhetett.
A marokkói küldöttek az utolsó pillanatban úgy találták, hogy nem írhatják alá az egyezményt, de a szultán június 18-ai határozatával szentesítette azt, miután a nagyhatalmak jelezték, hogy ha Marokkó nem hajlandó elfogadni azt, akkor közösen lépnek fel ellene fegyverrel.

## Következmények
A rendőrség és a bankszektor feletti ellenőrzés megszerzésével Franciaország elérte fő célját, míg a Német Birodalom veszített valamelyest tekintélyéből. Odahaza úgy vélték, hogy a nagyhatalmak szövetkeztek Németország ellen. A válság hatására megerősödő Alldeutscher Verband a kormányzat meghátrálását árulásnak bélyegezte, felszítva ezzel a háborúpárti érzelmeket. Nagy-Britannia elszigetelésére tett sikertelen próbálkozásai után Németország tovább fokozta haditengerészetének növelését a flottafejlesztési törvény kiegészítésével 1906-ban. A válság hatására megerősödő Alldeutscher Verband a kormányzat meghátrálását árulásnak bélyegezte, felszítva ezzel a háborúpárti érzelmeket.
A válság hozzájárult a két szövetségi rendszer, a hármas szövetség és a következő évben Oroszországgal kiegészülő antant közötti eltávolodáshoz. Míg a válság megerősítette az antantot, addig a hármas szövetségen Olaszország magatartásával megjelentek az első repedések.
A marokkóiak azzal a reménnyel érkeztek a tárgyalásokra, hogy sikerül megszabadulniuk a fenyegető francia befolyásszerzéstől és kedvező hiteleket kaphatnak a reformok végrehajtásához. Azonban már a konferencia elején kiderült, hogy az európai országokat – köztük a németeket is – csak a megszerezhető koncessziók és jogosultságok érdeklik. Az egyik küldött erről így panaszkodott a franciáknak: „A németeknek kellett volna a hangadóinknak lenniük azok után a biztosítékok után, amiket adtak nekünk tavaly nyáron, de a valóságban ők azok, akik Európát arra kérik, hogy kössék meg a kezünket és kormányozzanak minket”. Marokkóban nagy felháborodással fogadták a szerződést, melynek aláírását a nagyhatalmak közös erővel kényszerítették volna ki, ha erre nem hajlandók maguktól. Az emiatt kitört felkelés megbuktatta az uralkodót és helyére testvére, abd-al Hafid került.
Az algecirasi egyezmény átmenetileg enyhítette a szultanátus státusza körüli feszültséget Németország és Franciaország között, mely öt év múlva, az ország francia csapatok általi megszállása által kiváltott második marokkói válság idején újult ki ismét.

## Megítélése
A konferenciát követően, majd főleg az első világháború után annak okait keresve a történetírásban meghonosodott az a szemlélet, miszerint Németország Algecirasban döntően elszigetelődött diplomáciailag és ez nagyban hozzájárult a háború későbbi kitöréséhez. Heather Jones tanulmányában rámutat arra, hogy bár a német diplomácia számos hibát vétett, a konferencián ez nem vezetett Németország nagyobb fokú, vagy éppen leküzdhetetlen elszigetelődéséhez. A tanulmány szerint a németek jobb eredményeket érhettek volna el, ha a spanyoloknak a nekik ítélendő befolyási övezeteken túl másutt is ígérnek kedvezményeket ahelyett, hogy a franciák ellen élezték volna ki a követeléseiket. A franciák tartottak egy ilyen jellegű német-spanyol megállapodástól.
Amennyiben Németország elfogadta volna a francia gazdasági koncessziókat és cserébe hamarabb hajlott volna a franciák és a spanyolok rendőrség ellenőrzésére vonatkozó igényének elfogadására, akkor előnyösebb megállapodást érhettek volna el. Végső soron emiatt ítélték meg a konferenciát „német diplomáciai vereségként” a nemzetközi sajtóban, holott az elért eredmények különösebben nem ártottak a németek marokkói érdekeinek.
A konferencia résztvevői:
- Németország - Joseph Maria von Radowitz és Christian von Tattenbach
- Ausztria-Magyarország - Rudolph von Welsersheimb és Leopold von Bolesta-Koziebrodzki
- Belgium - Maurice Joostens báró és Conrad de Buisseret Steenbecque
- Spanyolország - Don Juan Pérez-Caballero y Ferrer
- Egyesült Államok - Henry White és Samuel R. Gummere
- Franciaország - Paul Révoil és Eugène Regnault
- Nagy-Britannia - Arthur Nicolson
- Olaszország - Emilio Visconti Venosta és Giulio Malmusi
- Marokkó – El-Hadzs Mohammed Ben-el Arbi Ettorres és El-Hadzs Mohammed Ben Abdesselam El-Mokri
- Hollandia - Jonkheer Hannibal Testa
- Portugália - António Maria Tovar de Lemos Pereira és Francisco Roberto da Silva Ferrão de Carvalho Martens
- Oroszország - Arthur Cassini gróf és Basile de Bacheracht
- Svédország - Robert Sager

Az aláíró külföldi országok konzuljai adták a nemzetközi zónává megtett Tanger városának kormányzatát.

## Fordítás
- Ez a szócikk részben vagy egészben  az   Algeciras-Konferenz című német Wikipédia-szócikk ezen változatának fordításán alapul.  Az eredeti cikk szerkesztőit annak laptörténete sorolja fel. Ez a jelzés csupán a megfogalmazás eredetét és a szerzői jogokat jelzi, nem szolgál a cikkben szereplő információk forrásmegjelöléseként.
- Ez a szócikk részben vagy egészben  az   Algeciras Conference című angol Wikipédia-szócikk ezen változatának fordításán alapul.  Az eredeti cikk szerkesztőit annak laptörténete sorolja fel. Ez a jelzés csupán a megfogalmazás eredetét és a szerzői jogokat jelzi, nem szolgál a cikkben szereplő információk forrásmegjelöléseként.

## További olvasmányok
- Anderson, Eugene N. The First Moroccan Crisis, 1904-1906 (1930)
- Eastman, Anthony F. "The Algeciras Conference, 1906." The Southern Quarterly 1 (January 1969):185-205 online
- Raymond A Esthus: Theodore Roosevelt and the International Rivalries  (1970) 88–111. o.
- Geiss, Immanuel: German Foreign Policy 1871 – 1914 (1976) 133-36.